# Commissie-Rey
De commissie-Rey was een commissie van de Europese Unie (toentertijd Europese Economische Gemeenschap). In juli 1967 trad de commissie aan. De commissie was verantwoordelijk voor de laatste fase van de voltooiing van de interne markt. In het Verdrag van Rome was beschreven dat de interne markt in 1970 voltooid moest zijn, maar de Europese Commissie mocht in 1968 al concluderen dat de interne markt voltooid was.  De commissie-Rey werd in juli 1970 opgevolgd door de commissie van Franco Maria Malfatti.
In tegenstelling tot de eerste twee commissies was de samenstelling anders. De drie grote lidstaten (Duitsland, Frankrijk en Italië) werden in deze commissie vertegenwoordigd met drie commissarissen, België en Nederland hadden twee commissarissen en Luxemburg bleef vertegenwoordigd met één lidstaat. Het totaal aantal commissaris steeg met deze ontwikkeling tot 14 leden. Het grootste deel van de commissie was afkomstig uit de voorgaande commissie. Daarnaast waren enkele leden afkomstig van de Hoge Autoriteit van Kolen en Staal, waaronder Fritz Hellwig en Albert Coppé.

## Samenstelling
| Ambtsbekleder | Ambtsbekleder | Ambtsbekleder                        | Functie en bevoegdheid                                  | Termijn                    | Partij              | Land                     |
| ------------- | ------------- | ------------------------------------ | ------------------------------------------------------- | -------------------------- | ------------------- | ------------------------ |
|               |               | Jean Rey (1902–1983)                 | Voorzitter                                              | 2 juli 1967 – 30 juni 1970 | ALDE Nationaal: PVV | België                   |
|               |               | Sicco Mansholt (1908–1995)           | Vicevoorzitter Landbouw                                 | 2 juli 1967 – 30 juni 1970 | PES Nationaal: PvdA | Nederland                |
|               |               | Lionello Levi Sandri (1910–1991)     | Vicevoorzitter Sociale en Administratieve Zaken         | 2 juli 1967 – 30 juni 1970 | PES Nationaal: PSI  | Italië                   |
|               |               | Raymond Barre (1924-2007)            | Vicevoorzitter Financiën, Economische Zaken en Eurostat | 2 juli 1967 – 30 juni 1970 | Onafhankelijk       | Frankrijk                |
|               |               | Wilhelm Haferkamp (1923-1995)        | Vicevoorzitter Energie                                  | 2 juli 1967 – 30 juni 1970 | PES Nationaal: SPD  | Bondsrepubliek Duitsland |
|               |               | Fritz Hellwig (1912-2017)            | Vicevoorzitter Onderzoek en Wetenschap                  | 2 juli 1967 – 30 juni 1970 | EVP Nationaal: CDU  | Bondsrepubliek Duitsland |
|               |               | Hans von der Gröben (1907–2005)      | Interne Markt en Regionaal Beleid                       | 2 juli 1967 – 30 juni 1970 | EVP Nationaal: CDU  | Bondsrepubliek Duitsland |
|               |               | Albert Coppé (1911-1999)             | Begroting, Financieel Toezicht en Kredietverlening      | 2 juli 1967 – 30 juni 1970 | EVP Nationaal: CD&V | België                   |
|               |               | Edoardo Martino (1910-1999)          | Externe Betrekkingen                                    | 2 juli 1967 – 30 juni 1970 | EVP Nationaal: DC   | Italië                   |
|               |               | Maan Sassen (1911-1995)              | Mededinging                                             | 2 juli 1967 – 30 juni 1970 | EVP Nationaal: KVP  | Nederland                |
|               |               | Jean-François Deniau (1928-2007)     | Handel en Uitbreiding                                   | 2 juli 1967 – 30 juni 1970 | ALDE Nationaal: RI  | Frankrijk                |
|               |               | Guido Colonna di Paliano (1908-1982) | Industrie                                               | 2 juli 1967 – 8 mei 1970   | Onafhankelijk       | Italië                   |
|               |               | Victor Bodson (1902-1984)            | Vervoer                                                 | 2 juli 1967 – 30 juni 1970 | PES Nationaal: LSAP | Luxemburg                |
|               |               | Henri Rochereau (1908-1999)          | Ontwikkelingssamenwerking                               | 2 juli 1967 – 30 juni 1970 | Onafhankelijk       | Frankrijk                |